# Ron Jackson Jr.
Ronald "Ron" Jackson Jr. (Green Cove Springs (Florida); 2 de mayo de 1997) es un baloncestista estadounidense que pertenece a la plantilla de los BG 74 Göttingen de la Basketball Bundesliga alemana. Con 2,03 metros de estatura, juega en la posición de alero.

## Trayectoria deportiva
Es un jugador formado en el Hillsborough CC desde 2016 a 2018, año en el que ingresaría en la Universidad Agrónoma y Técnica Estatal de Carolina del Norte, para jugar durante dos temporadas con los North Carolina A&T Aggies. En la temporada 2019-20 promedió 14.9 puntos y 10.4 rebotes por encuentro en su último año universitario, lo que le valió los honores del primer equipo All-MEAC. Además, sería  nombrado jugador defensivo de la semana de MEAC en dos ocasiones y terminó segundo en la conferencia con 15 dobles-dobles durante su temporada sénior.
Tras no ser drafteado en 2020, el 20 de julio de 2020 firmó por el BG 74 Göttingen de la Basketball Bundesliga alemana.